# Ryckaert Aertsz
Ryckaert Aertsz (Richard à la béquille), né en 1482 à Wijk aan Zee et mort en mai 1577 à Anvers est un peintre et dessinateur néerlandais.

## Biographie
Le surnom de Richard à la Béquille vient d’un accident que Ryckaert Aertsz a subi enfant : à la suite d’une brûlure il est amputé de la jambe. 
Ses talents de peintre apparaissant tôt, il est placé comme apprenti chez Jan Mostaert, lui-même élève de Jacob Van Haarlem. Il peint des volets de retables triptyques.
En 1520 il est admis à l'Académie d'Anvers. L'essentiel de ses peintures est alors de peindre des nus dans les œuvres d'autres artistes.

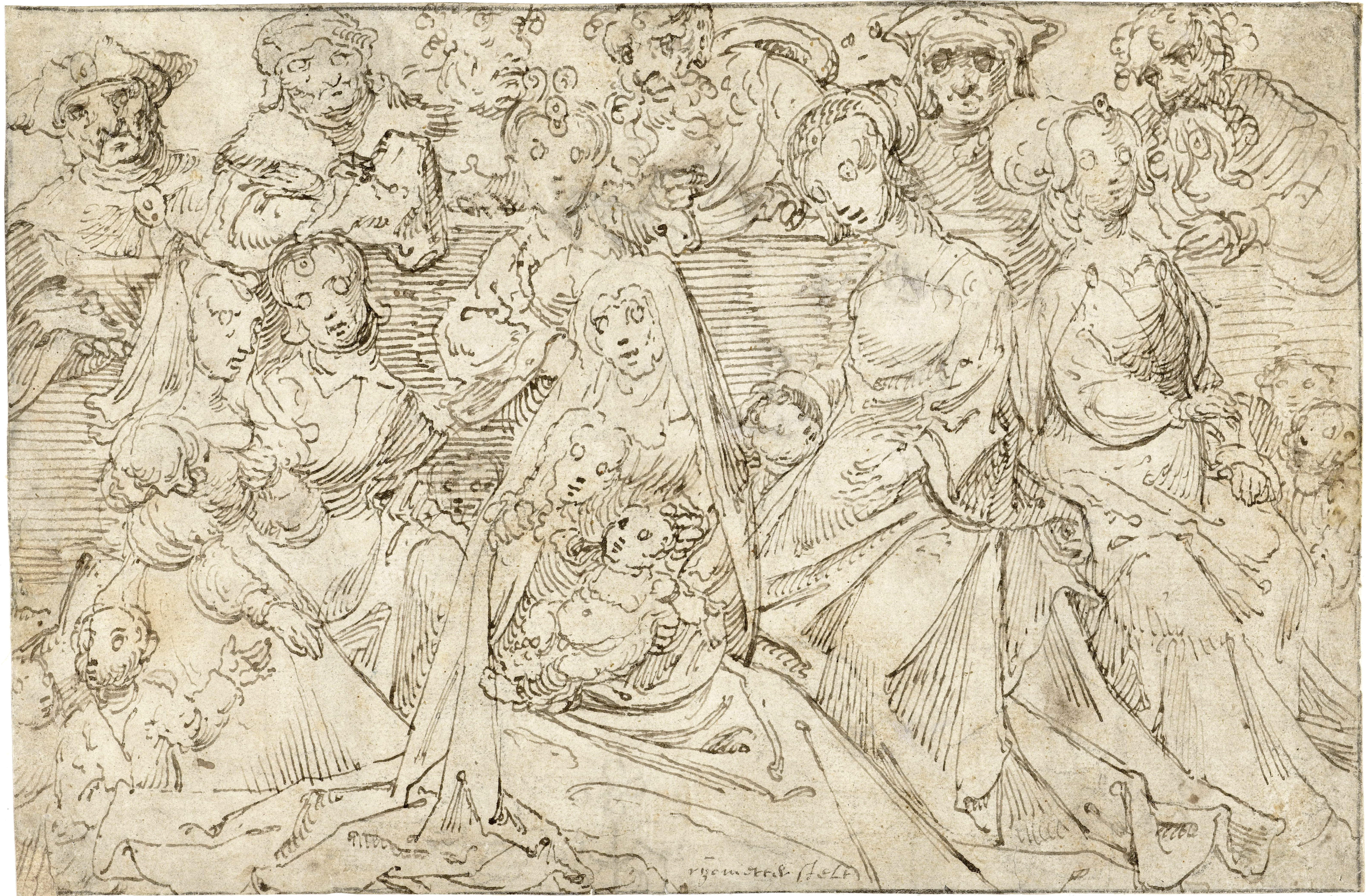
Heilige Maagschap van Christus, 1540, Rijksmuseum